# Comté de Garfield (Oklahoma)
Pour les articles homonymes, voir Comté de Garfield.
Le comté de Garfield est un comté situé dans l'État de l'Oklahoma aux États-Unis. Le siège du comté est Enid. Selon le recensement de 2000, sa population était de 51 813 habitants.

## Comtés adjacents
- Comté de Grant (nord)
- Comté de Noble (est)
- Comté de Logan (sud-est)
- Comté de Kingfisher (sud)
- Comté de Major (ouest)
- Comté d'Alfalfa (nord-ouest)

## Principales villes
- Breckinridge
- Carrier
- Covington
- Douglas
- Drummond
- Enid
- Fairmont
- Garber
- Hillsdale
- Hunter
- Kremlin
- Lahoma
- North Enid
- Waukomis